# 有瓣亞派
有瓣類（學名：Calyptratae）是雙翅目昆虫之下的一個分類單元，家蠅下目的成員。根據WoRMS，有瓣類屬於Schizophora之下。
目前這個群組共有約18,000個已描述的物種，佔所有已描述的蒼蠅約12%。

## 分類
有瓣類大致可以分為下列三個總科：
- 家蠅總科 Muscoidea
  - 花蝇科 Anthomyiidae
  - 廁蠅科 Fanniidae
  - 家蠅科 Muscidae
  - 糞蠅科 Scathophagidae
- 狂蠅總科 Oestroidea
  - 丽蝇科 Calliphoridae
  - Mystacinobiidae
  - 膚蠅科 Oestridae
  - Rhinophoridae
  - 麻蝇科 Sarcophagidae
  - 寄生蠅科 Tachinidae
  - Ulurumyiidae[4]
- 蝨蠅總科 Hippoboscoidea：整個亞組唯一不包括海洋昆蟲的分類單元[3]。
  - 舌蠅科 Glossinidae
  - 蝨蠅科 Hippoboscidae
  - 妖蠅科 Mormotomyiidae
  - 蛛蠅科  Nycteribiidae
  - 蝙蝠蠅科（英语：Streblidae） Streblidae

## 外部連結
- 維基物種上的相關：有瓣亞派
- Bugguide.net. Calyptratae （页面存档备份，存于）